# Матчозеро
Матчозеро — озеро на территории Коткозерского сельского поселения Олонецкого района Республики Карелии.

## Общие сведения
Площадь озера — 2,3 км², площадь водосборного бассейна — 173 км². Располагается на высоте 91,9 метров над уровнем моря.
Форма озера лопастная, продолговатая: вытянуто с севера на юг. Берега каменисто-песчаные.
В северную оконечность Матчозера втекает река Топозерка. Из южной оконечности озера вытекает река Меллич, впадающая в Сигозеро, откуда вытекает протока, впадающая в Утозеро, являющееся истоком реки Олонки.
В южной стороне озера расположены два острова без названия.
Населённые пункты возле озера отсутствуют. Ближайший — деревня Вагвозеро — расположен в 3 км к юго-западу от озера.
Код объекта в государственном водном реестре — 01040300211102000014794.